# Janis Morweiser
Janis Morweiser (* 16. Februar 1991) ist ein ehemaliger deutscher Nordischer Kombinierer.

## Werdegang
Janis Morweiser startete für den SC 1906 Oberstdorf. Er startete erstmals im Rahmen zwei FIS-Wettbewerbe im Oktober 2007 in Oberstdorf. Nach weiteren Starts debütierte er zunächst am 13. und 14. September 2008 in Kranj im Alpencup, wo er die Plätze 32 und acht belegte, sowie am 3. Januar 2009 in Eisenerz im Continental Cup, wo er jedoch nur 63. wurde. Am 19. Dezember 2009 gewann er mit einem Alpencup-Wettbewerb in Seefeld seinen ersten Wettbewerb. Insgesamt konnte er in seiner Karriere drei Einzelwettbewerbe des Continental Cups gewinnen, am 11. März 2012 in Kuopio und am 19. und 20. März 2013 in Klingenthal.
Am 16. Januar 2010 debütierte Morweiser im Weltcup der Nordischen Kombination und erreichte dort Platz 49. In den folgenden vier Jahren folgten regelmäßig weitere Wettbewerbsteilnahmen; sein bestes Resultat war dabei ein vierter Platz im kasachischen Almaty am 10. Februar 2013, womit er einen Podestplatz nur knapp verpasste.
Bei den Deutschen Meisterschaften 2010 in Oberhof gewann Morweiser zusammen mit Johannes Rydzek im Teamwettbewerb die Silbermedaille.
Sein letzter Wettbewerbsstart erfolgte im Rahmen des Continental Cup am 9. Februar 2014 in Klingenthal.
Morweiser lebt heute in Duisburg.

## Erfolge

### Weltcup-Platzierungen
| Saison  | Platz | Punkte |
| ------- | ----- | ------ |
| 2011/12 | 47.   | 031    |
| 2012/13 | 29.   | 133    |
| 2013/14 | 66.   | 013    |

### Continental-Cup-Siege im Einzel
| Nr. | Datum            | Ort         | Typ                           |
| --- | ---------------- | ----------- | ----------------------------- |
| 1.  | 11. März 2012    | Kuopio      | Gundersen Großschanze / 10 km |
| 2.  | 19. Januar 2013  | Klingenthal | Gundersen Großschanze / 10 km |
| 3.  | 20. Februar 2013 | Klingenthal | Gundersen Großschanze / 10 km |